# Emma Meissner
Emma Meissner, nata Ekström (Karlstad, 30 ottobre 1866 – Stoccolma, 20 novembre 1942), è stata un soprano e attrice svedese.

## Biografia
Emma Olivia Ekström è nata a Karlstad da Johan Fredrik Ekström e Anna Brita Pettersson. Ha lavorato nel coro del Teatro Mindre a Stoccolma dal 1881 al 1883. Il suo primo ruolo è stato quello di un personaggio nell'opera Sjökadetten. È stata studentessa al conservatorio di Stoccolma dal 1884 al 1885 e poi studiò con Fritz Arlberg (1830-1896) e Signe Hebbe (1837–1925) dal 1885 al 1886. Ha poi lavorato al Södra Teatern di Stoccolma dal 1888 al 1889.
Ottenne la sua grande svolta al Vasateatern di Stoccolma nel 1890 come Yum Yum in The Mikado.
È stata sposata dal 1899 con il direttore d'opera Hjalmar Meissner (1865-1940). Lavorò per il regista teatrale Albert Ranft (1858–1938) e fu secondo direttore d'orchestra nei suoi teatri fino al 1925, ad eccezione del periodo 1908-1910 all'Opera reale svedese e nel 1914 all'Orchestra Sinfonica di Göteborg.
Emma Meissner morì a Stoccolma nel 1942. È sepolta al Norra begravningsplatsen (Il cimitero del nord) a Solna.

## Premi ed onorificenze
- Medaglia: Litteris et Artibus
- Medaglia: S.t Eriksmedaljen